# Anatella affinis
Anatella affinis är en tvåvingeart som beskrevs av Fisher 1938. Anatella affinis ingår i släktet Anatella och familjen svampmyggor.
Artens utbredningsområde är Maryland. Inga underarter finns listade i Catalogue of Life.